# 西洋番国志
《西洋番国志》，明朝巩珍著。该书成于明宣德九年（1434年）。记述明宣德八年（1433年）郑和第七次下西洋的经过。书中记录了郑和船队经过的不同国家：占城国，爪哇国、旧港国、暹罗国、满剌加国、苏门答剌国、哑鲁、南巫里、柯枝国、小葛兰、古里国、阿丹、榜葛剌、忽鲁谟斯国、天方等二十个西洋国家；并且还收录了明永乐十八年、十九年及宣德五年的三通敕书。该书是研究郑和下西洋的重要原始文献。

## 版本
《西洋番国志》不如马欢的《瀛涯胜览》、费信《星槎胜览》那样广泛流传，几百年来见过《西洋番国志》的人很少。17世纪末钱曾所著《读书敏求记》和《四库全书总目提要》提到它。
1948年天津一位藏书家将所藏《西洋番国志》彭氏《知圣道斋》抄本捐赠北京图书馆。
1958年向达写了《西洋番国志的发现》报告，刊登在新加坡《南洋学报》14卷。
1959年经过向达校注由中华书局出版《西洋番国志》。
现知《西洋番国志》有下列版本：
- 彭氏《知圣道斋》抄本，今藏北京图书馆。
- 丁氏《竹书堂》抄本，今藏南京图书馆。